# Eduardo Sacheri

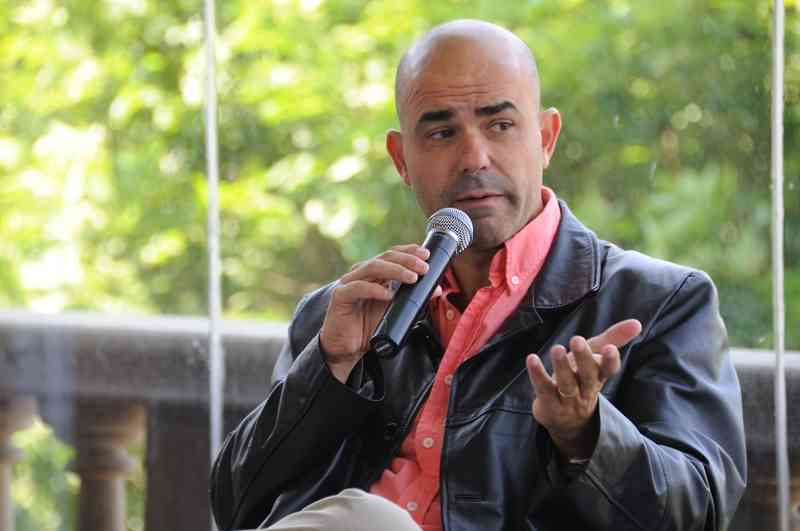
Eduardo Sacheri

Eduardo Sacheri (* 1967 in Buenos Aires, Argentinien) ist ein argentinischer Schriftsteller und Hochschullehrer. 

## Leben
Sacheri ist Professor für Geschichte. Er lehrt an Hochschulen und Gymnasien.
Sacheri schrieb die Romanvorlage und das Drehbuch für den Film In ihren Augen, der 2010 den Oscar für den besten fremdsprachigen Film erhielt. Bekannt wurde er durch sein Fußballbuch Die Hand Gottes und andere Tangos.

## Preise und Auszeichnungen
- 2016: Premio Alfaguara de Novela für seinen unveröffentlichten Roman La noche de la usina (Die Nacht der Fabrik).[2]

## Werke
in deutscher Übersetzung
- Die Hand Gottes und andere Tangos – Fußballgeschichten. Berlin Verlag, Berlin 2010, ISBN 978-3-8270-0889-3.
- Warten auf Perlassi. Berlin Verlag, Berlin 2010, ISBN 978-3-8270-0890-9.
- In ihren Augen. Bloomsbury, Berlin 2012, ISBN 978-3-8270-0997-5.
- Vier Jungs auf einem Foto, Roman. Bloomsbury, Berlin 2013, ISBN 978-3-8270-1111-4.

in spanischer Sprache
- Esperándolo a Tito y otros cuentos de fútbol. 2000
- Te conozco Mendizábal y otros cuentos. 2001
- Lo raro empezó después: cuentos de fútbol y otros relatos. 2004
- La pregunta de sus ojos. 2005
- Un viejo que se pone de pie y otros cuentos. 2007.
- Aráoz y la verdad. 2008.